# أنتوني جيم ساتون
أنتوني جيم ساتون (بالإنجليزية: Antony C. Sutton)‏ (و. 1925 – 2002 م) هو عالم اقتصاد، ومهندس، ومؤرخ، وبروفيسور (أستاذ جامعي) من المملكة المتحدة ولد في لندن.

## التعليم
تعلم في جامعة لندن، وجامعة كاليفورنيا، لوس أنجلوس، وجامعة ساوثهامبتون.

## روابط خارجية
- أنتوني جيم ساتون على موقع IMDb (الإنجليزية)